# Hugo Ulander
Per Hugo Leonard Ulander, född 4 mars 1861 i Furingstads församling, Östergötlands län, död 7 april 1937 i S:t Laurentii församling, Östergötlands län, var en svensk präst.

## Biografi
Hugo Ulander föddes 1861 i Furingstads församling. Han var son till organisten Magnus Ulander och Matilda Vilhelmina Fogel. Ulander studerade i Norrköping och blev höstterminen 1882 student vid Uppsala universitet, där han 15 september 1883  avlade teologisk-filosofisk examen och 30 maj 1890 teologie kandidatexamen. Ulander prästvigdes 26 juni 1890 och blev 4 mars 1893 komminister i Bankekinds församling, tillträdde samma år. Han blev 5 mars 1898 kyrkoherde i Gryts församling, tillträdde samma år. Han fick statsbidrag att göra en resa till Württemberg och Sachsen 1901 och blev 10 oktober 1902 kyrkoherde i S:t Laurentii församling. Ulander var från 1903 till 1906 inspektor för Söderköpings läroverk och från 11 mars 1903 till 31 december 1913 kontraktsprost i Hammarkinds kontrakt. Han var även 1 oktober 1910 sjukhemspredikant och 1 maj 1917 lasarettspredikant. Samt folkskoleinspektör från 1 januari 1910 till 31 december 1913. Ulander avled 1937 i S:t Laurentii församling, Söderköping.

### Familj
Ulander gifte sig 5 maj 1893 med Lilia Klara Wilhelmina Hjorton (född 1861), dotter till kyrkoherden i Torpa församling. De fick tillsammans barnen fänriken Olof Elis Hugo Ulander (född 1894), studenten Sven Folke Magnus Ulander (1895–1916) vid Uppsala universitet, studenten Per Helge Natanael Ulander (född 1896) vid Tekniska Högskolan, Lilia Sara Vilhelmina Ulander (född 1897), Elin Greta Ingeborg Ulander (född 1898), Nils Erik Oliver Ulander (född 1901), Lotten Maria Jenny Ulander (född 1901), Hans Martin Åke Ulander (1902–1904) och Seth Hugo Gunnar Ulander (född 1905).